# Великодні суперечки
Суперечка щодо правильної дати Великодня розпочалась у ранньому християнстві ще в II столітті нашої ери. Дискусія та розбіжності з приводу найкращого методу обчислення дати Великодньої неділі триває і не вирішується століттями. Різні християнські конфесії продовжують святкувати Великдень у різні дати, яскравим прикладом є Ассирійська церква Сходу, Католицька церква, протестантські конфесії, Вірменська апостольська церква, Індійська православна церква та автономна Фінляндська православна церква, які використовують григоріанську пасхалію, яка для розрахунків фіксованого весняного рівнодення 21 березня використовує григоріанський календар, тоді як Православна церква, Болгарська, Греко-візантійська, Російська, Румунська та Українська греко-католицькі церкви, Єрусалимський вірменський патріархат, Еритрейська та Етіопська східні католицькі церкви, Ефіопська, Еритрейська, Коптська та Сирійська орієнтальні православні церкви та Давня церква Сходу, які дотримуються олександрійської пасхалії, де фіксоване весняне рівнодення відбувається 21 березня за юліанським календарем, що відповідає 3 квітня за григоріанським календарем.

## Квартодециманізм
Деякі вважають цей перший етап головним чином питанням того, чи повинні християни дотримуватися старозавітних практик, якими користуються євреї. Також християнські погляди на Старий Завіт. Євсевій Кесарійський писав:
Квартодециманізм, слово, яке не використовується в розповіді Євсевія, як він писав по-грецьки, походить від біблійного латинського терміна для практики встановлення святкування Пасхи для християн на чотирнадцятий (латинська quarta decima [Архівовано 13 лютого 2021 у Wayback Machine.]) день у єврейському календарі (наприклад, [[|]] Lev23:5). Це був оригінальний метод встановлення дати Пасхи, яка мала стати «вічним обрядом». Згідно з Євангелієм від Івана, цього дня Ісус був розп'ятий в Єрусалимі. (Синоптичні Євангелія розміщують день на 15 нісану, див. Також Хронологія Ісуса).
Іріней фіксує різноманітність практик щодо Великодня, що існували принаймні з часів Папи Сікста I (прибл. 120). Він записав Полікарпа, єпископа Смирни, навчав так, як це робили азійські церкви, отже, Полікарп, мабуть, дотримувався чотирнадцятого дня, слідуючи традиції, яку, як він стверджував, походить від Івана Апостола.
"Полікарп також не тільки навчався апостолами і розмовляв з багатьма, хто бачив Христа, але також був призначений апостолами в Азії єпископом Церкви в Смірні, якого я також бачив у ранньому юнацтві, бо він пробув [на Земля] дуже довго, і коли дуже старий чоловік, славно і благородно зазнаючи мученицької смерті, (1) відійшов від цього життя, завжди навчаючи того, чого навчився від апостолів і чого передала Церква, і які лише є правдою. Про це свідчать усі азійські Церкви, як і ті люди, які стали наступниками Полікарпа аж до теперішнього часу". (Іреней, Книга проти єресей с. 4, http://www.prudencetrue.com/images/Irenaeus_Against_Heresies_Book_III.pdf [Архівовано 23 вересня 2020 у Wayback Machine.]).
Оскільки найперші християнські громади складалися виключно з євреїв, то для них було природно святкувати Пасху старозавітну, але вклавши в неї новозавітний зміст. У міру поширення християнства традиція святкувати Великдень 14 нісана була сприйнята і східними християнами з язичників. На заході щодо святкування Великодня не дотримувалися юдейських традицій. Там вважали за правильне святкувати воскресіння Христове в той день тижня, який був присвячений цьому спогаду, обираючи цей тиждень приблизно — той, який слідував за повним Місяцем великоднього місяця. З часом ці дві традиції дійшли конфлікту. Близько 195 року Папа Віктор I спробував відлучити квартодециманів, перетворивши розбіжності в практиці на повномасштабну церковну суперечку. За словами Євсевія, скликались синоди та обмінювались листами, але врешті-решт, переступивши свою мету, Віктору, єпископу Риму, було зроблено догану і довелося відступити.

## Перший Нікейський собор у 325 році
У 325 році Вселенський собор, Перший Нікейський собор, встановив два правила християнського Великодня — незалежність від єврейського календаря та святкування в один день усіма християнами, але не передбачало жодних чітких правил для визначення цієї дати, написавши лише «всіх наших братів на Сході, які раніше дотримувались звичай євреїв відтепер святкувати згадане найсвятіше свято Великодня одночасно з римлянами та вами [Олександрійською Церквою] та всіма тими, хто спостерігав Великдень з самого початку». Незадовго до Нікейського собору, у 314 році, провінційний собор Арла в Галлії дотримувався того, що Пасху Господню слід дотримуватись у той самий день у всьому світі, і щороку єпископ Риму повинен розсилати листи із зазначенням дати Великодня.
Сирійські християни завжди мали Великодні свята у неділю після того, як євреї святкували Песах. З іншого боку, в Олександрії та, здавалося б, у решті Римської імперії, християни обчислювали час Великодня для себе, не звертаючи уваги на євреїв. Таким чином дата Великодня в Олександрії та Антіохії не завжди узгоджувалась.
Як зазначає протоієрей Андрій Дудченко, єврейські громади в деяких місцях, можливо, включаючи Антіохію, після реформи єврейського календаря використовували методи фіксації місяця нісан, який іноді ставив 14 день нісану перед весняним рівноденням, що порушує християнські події. Опісля цього олександрійці прийняли принцип того, що Великодня неділя повинна обов'язково бути після весняного рівнодення, а не як тепер деколи у євреїв — перед весняним рівноденням.
Нікейський собор постановив, що всі церкви повинні дотримуватися єдиного правила на Великдень, яке повинно обчислюватися незалежно від єврейського календаря, як в Олександрії. Однак він не виніс явного рішення щодо деталей обчислень, і минуло кілька десятиліть, перш ніж обчислення стабілізувались у своїй остаточній формі, і кілька століть після цього, перш ніж вони стали нормативними у всьому християнському світі.

## Синод Вітбі в 664 році
Римські місіонери, що прибули до Британії за часів Папи Римського Григорія I (590–604), виявили, що британські християни дотримуються іншої системи обчислень Великодня, відмінної від тієї, що використовувалася в середземноморському басейні. За свідченням Беди ця система визначила Великдень до неділі, яка припадала на семиденку з 14 по 20 місячного місяця, згідно з 84-річним циклом. Межі 14 нісана - 20 нісана підтверджує Колумбан. Метод, який використовувала Римська церква, був 15 - 21 нісана.  84-річний цикл, місячні межі та рівнодення 25 березня також отримують підтримку в аналізі Маккарті в Падуї, Biblioteca Antoniana, MS I.27.  Будь-яка з цих характеристик сама по собі могла призвести до випадкових розбіжностей з дати Великодня, як обчислювали олександрійським методом.
Цей 84-річний цикл (званий латерус) поступово поступився місцем олександрійському комп’юту. Олександрійський обчислювальний матеріал, можливо, був прийнятий у деяких районах півдня Ірландії в першій половині VII століття. Серед північноанглійських, використання олександрійського обчислення над британсько-ірландським циклом було вирішено на Синоді Вітбі в 664 році. Олександрійське обчислення був остаточно прийнятий ірландськими колоніями на півночі Британії на початку VIII століття.

## Сучасні заклики до реформи дати Великодня
Після григоріанської реформи календаря шляхом оприлюднення в 1582 році Римо-католицька церква продовжувала дотримуватися того самого методу для обчислення дати Великодня, але отримана дата відрізнялася від тієї, що обчислюється за Юліанським календарем через різницю в часі щодо того, коли весняний Вважалось, що рівнодення настало і коли випав відповідний повний місяць. Протестантські церкви християнського Заходу зрештою прийняли григоріанський календар на різних пізніших етапах.
Кілька спроб прагнули досягти спільного методу для обчислення дати Великодня. У 1997 році Всесвітня рада церков запропонувала реформу методу визначення дати Великодня на саміті в Алеппо, Сирія: Великдень буде святкуватись в першу неділю після першого астрономічного повного місяця після астрономічного весняного рівнодення, яке визначено для меридіана Єрусалиму. Реформу було б здійснено починаючи з 2001 року, оскільки в цьому році східна та західна дати Великодня збігалися. Але ця реформа так і не була здійснена.
У останніх заявах Ватикану та православних церков йдеться про досягнення консенсусу до 2025 року, якраз до 1700-річчя Нікейського собору, але без подробиць і будь-яких конкретних планів або того, хто прийме які зміни.